# آزمایش نفوذ مخروط

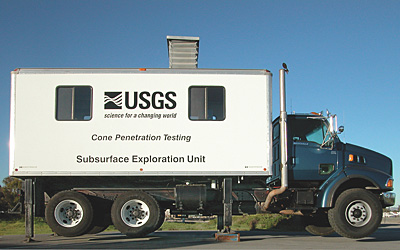
یک کامیون حامل ادوات آزمایش نفوذ مخروط متعلق به سازمان نقشه‌برداری‌های زمین‌شناسی آمریکا.

آزمون نفوذ مخروط (به انگلیسی: Cone Penetration Test) یا به اختصار سی‌پی‌تی (به انگلیسی: CPT) از بررسی‌های ژئوتکنیکی است که برای تعیین مشخصات مکانیکی و مهندسی خاک و چینه‌شناسی مورد استفاده قرار می‌گیرد. این آزمایش برای اولین بار در دهه ۱۹۵۰ میلادی در کشور هلند مورد استفاده قرار گرفت و به همین دلیل هم گاهی آن را «آزمون مخروط هلندی» می‌نامند.